# Thomas Pfannkuch
 (mai 2019).
Thomas Pfannkuch, né le 21 février 1970 à Cassel en Allemagne, est un joueur et entraîneur allemand de football. Il évoluait au poste de défenseur.

## Biographie

### Carrière de joueur
Pfannkuch a commencé à jouer au football dans les équipes jeunes du KSV Baunatal. En 1990, il est recruté par le Borussia Mönchengladbach, pour lequel il ne disputera qu'une seule rencontre en Bundesliga.
En 1991, il est recruté en urgence par Raymond Domenech, alors entraîneur de l'Olympique lyonnais, à la suite d'une série de blessures des membres de l'équipe qui oblige le club à recruter en urgence un défenseur.
Dès son premier match contre le Montpellier Hérault Sport Club, il commet une faute à la 23ème minute sur l'attaquant Fabrice Divert et reçoit un carton rouge. Pfannkuch disputera ensuite une dizaine de rencontres et évoluera par la suite en deuxième, troisième et quatrième division allemande.
Le bilan de sa carrière de joueur s'élève à un match en Bundesliga, 27 matchs en 2ème Bundesliga, et onze rencontres en Ligue 1 française, mais également près de 300 matchs dans les divisions régionales allemandes (Regionalliga et Oberliga).

### Carrière d'entraîneur
Il commence sa carrière d'entraîneur au VfB Germania Halberstadt en novembre 2004. Le 3 avril 2007, Pfannkuch est licencié du club.
Pour la saison 2007-2008, il est recruté comme directeur sportif à l'Eintracht Brunswick.
Au cours des saisons 2008/2009 et 2009/2010, Pfannkuch officie comme entraîneur et coordinateur des juniors de l'Eintracht Brunswick.
De 2014 à 2017, Pfannkuch est l'entraîneur de l'équipe nationale allemande de Football à 7.
Depuis 2017, il entraîne les sélections jeunes de la ligue de football de Basse-Saxe (football et futsal).